# Carl von Liebermeister

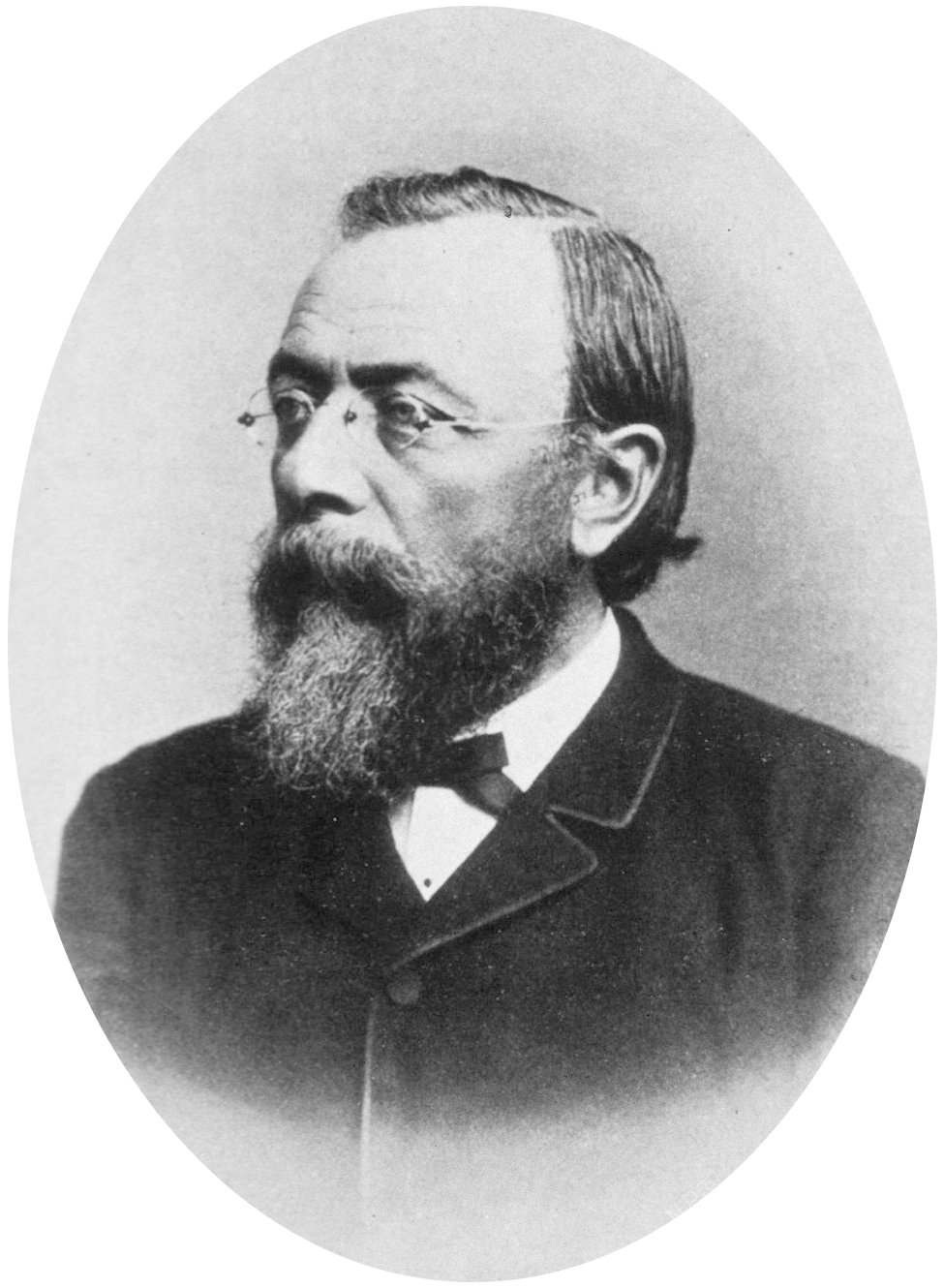
Carl von Liebermeister

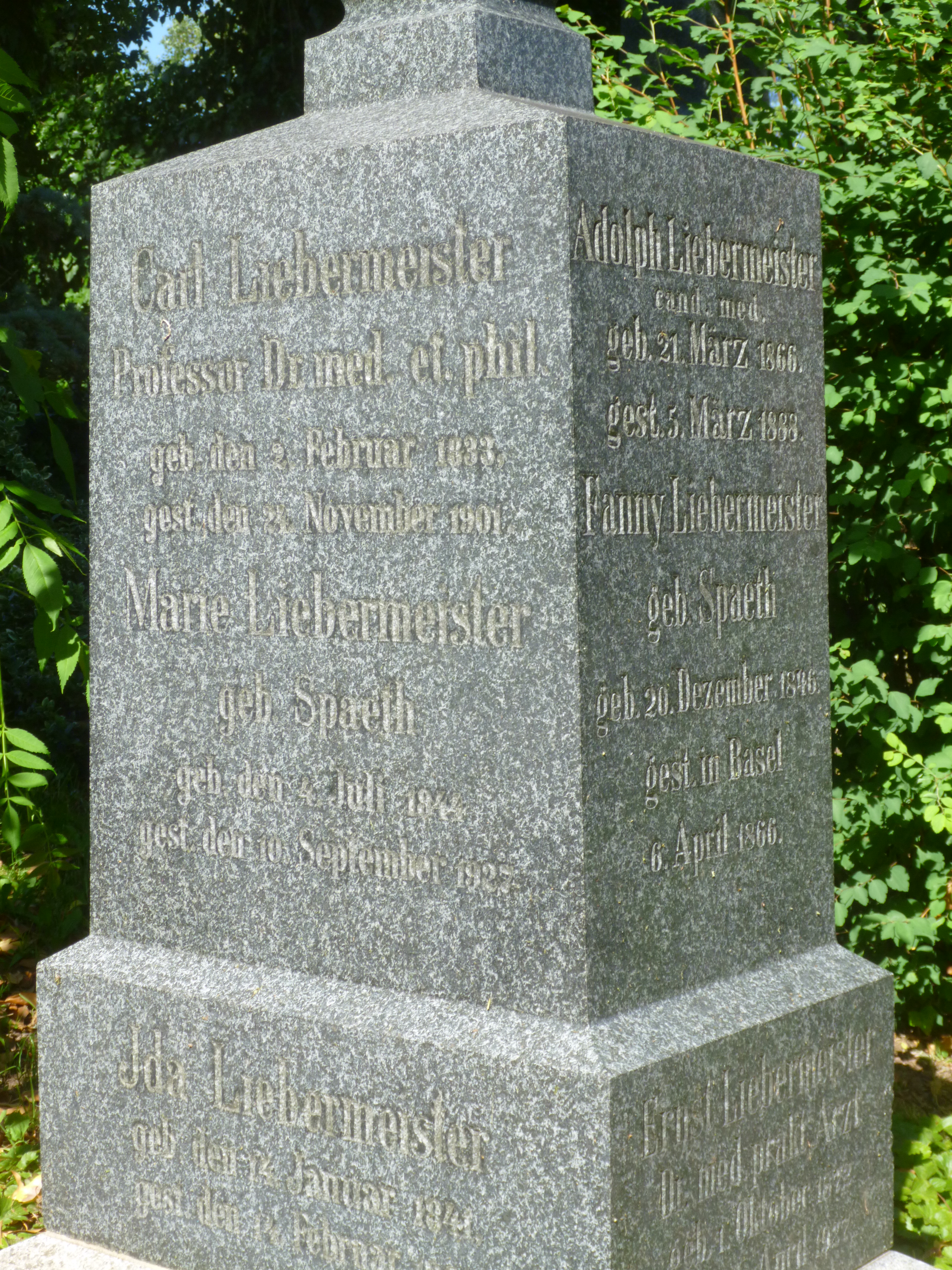
Grab auf dem Stadtfriedhof Tübingen

Hermann Lang: Carl Liebermeister, Marmor (1903)

Carl von Liebermeister (* 2. Februar 1833 in Ronsdorf (heute Stadtteil von Wuppertal); † 24. November 1901 in Tübingen) war ein deutscher Internist.

## Leben
Liebermeister studierte in Bonn, Würzburg, Greifswald und Berlin, vor allem bei Rudolf Virchow und Felix von Niemeyer. 1856 wurde er in Greifswald promoviert. Ab 1860 arbeitete er in Tübingen, wo er 1864 außerordentlicher Professor wurde. Von 1865 bis 1871 war er Professor für Pathologie und Direktor der Medizinischen Klinik in Basel, danach war er Professor in Tübingen.
Liebermeister ist für seine Arbeit über die Pathophysiologie von Fieber und die Erforschung von fiebersenkenden Maßnahmen, einschließlich Hydrotherapie, bekannt. Sein Name ist mit dem Verhältnis zwischen der Pulsfrequenz und der Temperatur des fiebrigen Körpers verbunden. Die Liebermeister-Regel besagt, dass sich bei Fieberkurven von Erwachsenen die Pulsschläge mit einer Geschwindigkeit von etwa acht Schlägen pro Minute für jedes Grad Celsius erhöhen. Im Jahr 1887 wurde er zum Mitglied der Leopoldina gewählt.
Zu seinen Schülern zählen:
- Heinrich Averbeck
- August Hedinger
- Otto Schmidt

Der Internist Gustav Liebermeister war sein Sohn.

## Ehrungen
- 1877: Ritterkreuz des Ordens der württembergischen Krone[3], welches mit dem persönlichen Adelstitel (Nobilitierung) verbunden war
- 1889: Kommenturkreuz zweiter Klasse des Friedrichs-Ordens
- 1891: Kommenturkreuz des Ordens der württembergischen Krone
- 1897: Ehrendoktor der Universität Leipzig[4]
- Nach dem Entwurf des Bildhauers Hermann Lang wurde 1903 am Gebäude der Universitätsklinik München ein Denkmal mit der Marmorbüste des Arztes errichtet; die originale Porträtbüste wurde ein Jahr später auf der ersten Jahresausstellung des Deutschen Künstlerbundes im Münchener Kgl. Kunstausstellungsgebäude am Königsplatz ausgestellt.[5]

## Werke
- Handbuch der Pathologie und Therapie des Fiebers. Leipzig, F. C. W. Vogel, 1875.
- Handbuch der acuten Infectionskrankheiten. Leipzig, F. C. W. Vogel, 1876–1877. (mit Hermann Lebert u. a.)
- Ueber Wahrscheinlichkeitsrechnung in Anwendung auf therapeutische Statistik. Sammlung klinischer Vorträge, Leipzig, 1877
- Antipyretische Heilmethoden. Leipzig, F. C. W. Vogel, 1880.
- Vorlesungen über specielle Pathologie und Therapie. 5 Bände. Leipzig, 1885–1894.
- Vorlesungen über Infectionskrankheiten. Leipzig, F. C. W. Vogel, 1885.
- Vorlesungen über die Krankheiten des Nervensystems. Leipzig, F. C. W. Vogel, 1886.
- Vorlesungen über die Allgemein-Krankheityen (Blutkrankheiten, Constitutionsanomalien und allgem. Störungen). Leipzig, F. C. W. Vogel, 1887.
- Vorlesungen über die Krankheiten der Brustorgane (Respirations- und Circulationsorgane). Leipzig, F. C. W. Vogel, 1887.
- Über das einfache Magengeschwür. Sammlung klinischer Vorträge, Neue Folge No. 61. Leipzig: Breitkopf und Härtel, 1892.
- Vorlesungen über die Krankheiten der Unterleibsorgane.
- Cholera asiatica und Cholera nostras. Wien: Alfred Holder, 1896.
- Grundriss der inneren Medicin. Für Studierende und Aerzte. Tübingen : Franz Pietzcker, 1901. 448 Seiten.